# Дани Клејн
Данијел Сховартс (хол. Danielle Schoovaerts; Брисел, 1. јануар 1953), професионално позната као Дани Клејн (хол. Dani Klein), белгијска певачица, композитор, продуцент и доследни лидер и централна покретачка снага познатог и популарног бенда Ваја Кон Диос од (1986—1996; и од 2004—2013).
Осамдесетих година прошлог века била је и певачица у електронској групи Arbeid Adelt !. Сарађивала је са Марселом Вантхилтом (познатим као MTV Europe VJ из позних осамдесетих година), Ladies Sing the Blues са Рејане Маљоре (Технотроник) и Беверли Џо Скотом као и са хард рок бендом Стиловер са Руди Ленерсом (познатим чланом немачког рок бенда Скорпионс).
1999. године била је певачица у Бриселском банду Purple Prose.

## Дискографија:

### Синглови
1. Just a Friend of Mine, 1987
2. Puerto Rico, 1988
3. Don't Cry for Louie, 1988
4. Johnny, 1989
5. Nah Neh Nah, 1990
6. What's a Woman, 1990
7. Heading for a Fall, 1992
8. So Long Ago, 1993
9. Time Flies, 1994
10. Don't Break My Heart, 1995
11. Stay with Me, 1996
12. Lonely Feeling, 1996
13. No One Can Make You Stay, 2004
14. La Vida Es Como Una Rosa/Take Heed, 2005
15. Pauvre Diable, 2006
16. What's a Woman ft.Aaron Neville, 2006
17. Les Voiliers sauvages de nos vies, 2009
18. Comme on est venu, 2010
19. Matelots, 2010
20. Hey (Nah Neh Nah), 2011
21. Look at Us Now, 2014

### Студијски албуми:
1. Vaya Con Dios, 1988
2. Night Owls, 1990
3. Time Flies, 1992
4. Roots and Wings, 1995
5. The Promise,2004
6. Comme on est venu..., 2009

### Компилације, концертни албуми уживо:
1. The Best of Vaya Con Dios, 1996
2. What's a Woman: The Blue Sides of Vaya Con Dios, 1998
3. The Ultimate Collection, 2006
4. Thank You All! (Concert enregistré le 25 octobre 2014 au Forest National à Bruxelles),2014